# Ray Harroun
Ray Harroun (12 de janeiro de 1879 – 19 de janeiro de 1968) foi um [automobilista]] americano e um construtor pioneiro ilustre por vencer a primeira edição da 500 Milhas de Indianápolis em 1911 e por trazer inovações nas corridas de automóveis.

## Carreira
As vitórias de corrida do Harroun incluem: uma corrida de 100 milhas de 1910 em Motordrome, o Atlanta; a 200 milhas Wheeler-Schebler em 1910 (na Indianapolis Motor Speedway); em maio de 1910, 50 milhas de Remy Grand Brassard (também no IMS); três corridas em Churchill Downs (casa do Kentucky Derby); três corridas para o original Latonia Race Track; e corridas em pistas em Nova Orleans, Los Angeles, Long Island e Memphis (Tennessee). Ele é mais conhecido por vencer o 500 milhas de Indianápolis de 1911, dirigindo uma Marmon Motor Car Company.
Harroun ganhou um total de 8 corridas em Indianapolis Motor Speedway, o segundo piloto atualmente com mais vitórias da história de 100 anos da circuito de Indianapolis Motor Speedway (o único piloto com mais vitórias no IMS é Johnny Aitken, com 15 vitórias em 1909-1916).

## A primeira 500 milhas de Indianápolis

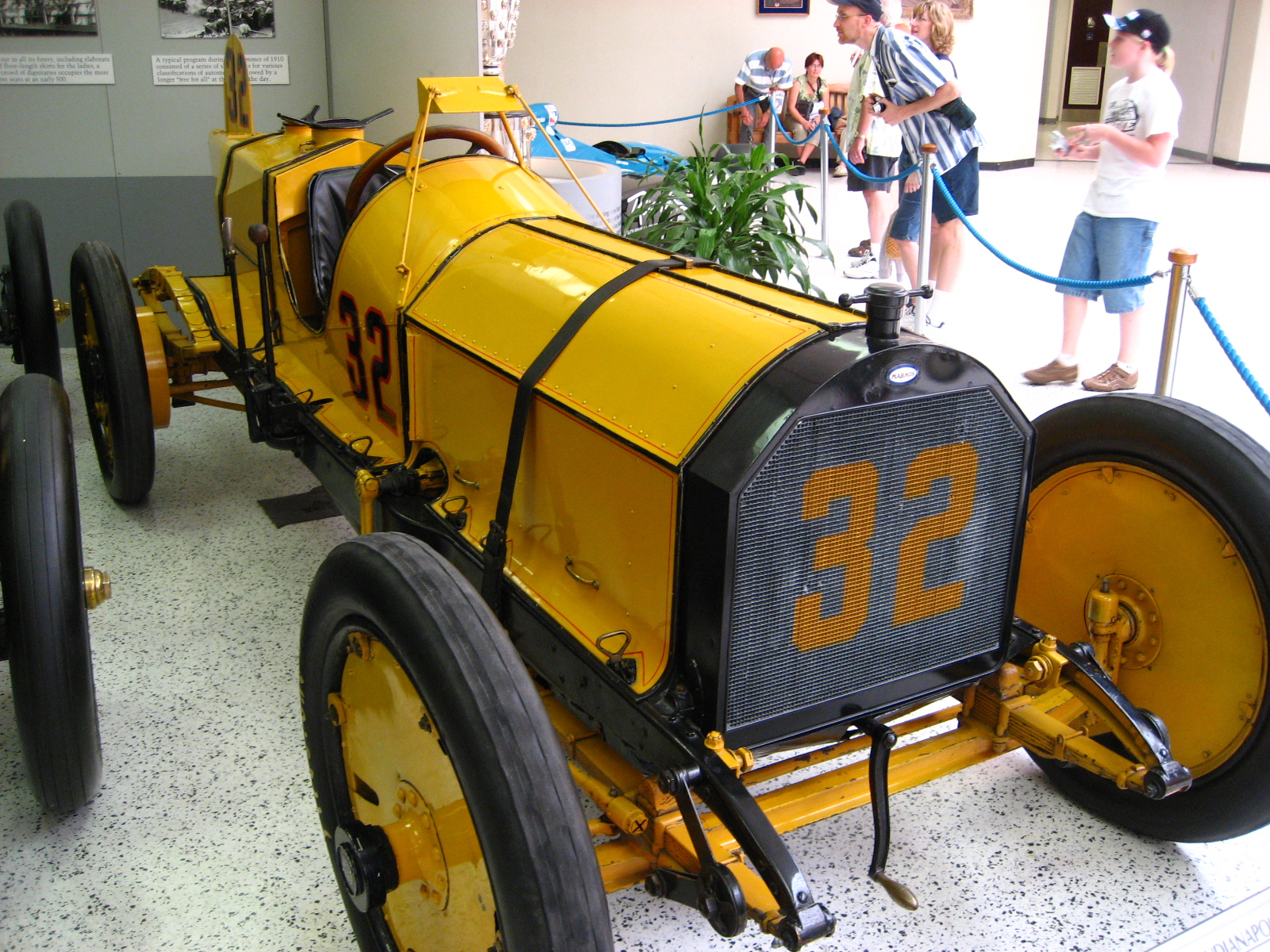
O Marmon Wasp, pilotado por Ray Harroun, primeiro carro vencedor das 500 Milhas de Indianápolis.

Na primeira corrida das 500 milhas de Indianápolis em 1911, ele utilizou-se de um recurso do que agora se chamaria um espelho retrovisor, em vez do cavalo mecânico especificado nas regras, criou polêmica, porém, finalmente, foi autorizado. Harroun venceu a corrida inaugural das 500 Milhas de Indianápolis a uma velocidade média de 74,602 milhas por hora (120,060 km/h). Harroun não correria após 1911 e se aposentaria.  Seu histórico carro com Firestone, com pintura amarelada com #32 no ele triunfou nas 500 Milhas de Indianápolis, está na exposição do Indianapolis Motor Speedway Hall of Fame Museum.

## Resultados nas 500 Milhas de Indianápolis
| Ano   | Carro | Largada | Qualificação | Rank  | Resultado | Voltas Completadas | Voltas Lideradas | Abandono |
| ----- | ----- | ------- | ------------ | ----- | --------- | ------------------ | ---------------- | -------- |
| 1911  | 32    | 28      | —            | —     | 1         | 200                | 88               | Corrida  |
| Total | Total | Total   | Total        | Total | Total     | 200                | 88               |          |

| Corridas      | 1 |
| Poles         | 0 |
| Primeira Fila | 0 |
| Vitória       | 1 |
| Top 5         | 1 |
| Top 10        | 1 |
| Abandono      | 0 |